# Sandy Jonquille
Sandy Jonquille (Hello ! Sandy Bell) est une série animée de 47 épisodes de 25 minutes produite par Tōei animation et diffusée entre le 6 mars 1981 et le 26 février 1982 sur TV Asahi.
En France la série animée a été diffusée en 1988 sur La Cinq dans Youpi! L'école est finie, en 1995 sur TMC dans Récré Kids, sur RTL9 en 1998, sur Mangas en juin 2002, et à partir du 4 septembre 2006 sur France 5 dans l'émission Midi les Zouzous.
En Belgique, la série animée a été diffusée en 1997 sur Club Rtl.
Le 2 mars 2015, Sandy Jonquille est sortie en DVD chez Black Box Editions.

## Synopsis
Sandy a perdu sa mère alors qu'elle était bébé. Un jour, la jeune héroïne décide de retrouver sa trace et pour cela devient journaliste itinérante. Elle part pour Londres à la rencontre de nouveaux amis qui l'aideront dans sa quête…

## Remarques
La quasi-totalité des pays ont diffusé cette animé avec le titre original de la série, seule la France a modifié son titre (bien que « Sandy Bell » était prévu au départ) ; si Sandy a une passion pour les jonquilles, ça n'est en aucun cas son nom de famille. 
Alors que la première moitié de la série se déroule dans un univers réaliste, la série change brutalement de style en basculant dans la fantaisie à partir de l'épisode N°25 : les aventures de Sandy passent de celles réalistes d'un personnage d'orpheline « classique », du genre Candy ou Princesse Sarah, à celles fantaisistes d'une super-reporter internationale menant des enquêtes à travers le monde à bord d'une « super-camionnette », dans le genre de celles des magicals girls de l'époque comme Gigi ou Lydie.
Le générique est une adaptation d'Occhi di Gatto, la version italienne de Signé Cat's Eyes.

## Épisodes
1. Courage Sandy
2. Le jardin de l'espoir
3. Les jonquilles du jardin secret
4. Le prince du jardin mystérieux
5. La révélation
6. Une jolie toile de fond
7. Une vocation de peintre
8. Quel incroyable anniversaire
9. Tragique disparition
10. La disparition de Mark
11. Les fleurs d'Automne
12. Sandy sauve la vie d'Edward
13. Quel triste Noël
14. Un choix difficile
15. Première nuit à Londres
16. Larmes de colère
17. Confidences amères
18. On a volé un portrait
19. Le mystère du vol des articles
20. Le naufrage
21. Voyage dans le passé
22. Quel drôle de facteur
23. À la une des journaux
24. Les filles quittent la maison
25. Journaliste reporter
26. Un regrettable incident
27. Sandy est en prison
28. Double identité
29. Le kidnapping
30. Julia
31. Romance à Paris
32. Les égouts de Paris
33. Le portrait de la comtesse
34. La fugitive
35. Le rendez-vous mystérieux
36. Une entreprise très risquée
37. Un chef-d'œuvre
38. On a volé la voiture
39. À la recherche de sa mère
40. Une surprenante révélation
41. Un odieux chantage
42. Prise de conscience
43. L'orage
44. Un mince indice
45. Le témoin
46. Les retrouvailles
47. Tous nos vœux de bonheur Sandy

### Voix françaises
- Barbara Delsol : Sandy Bell Christie
- Éric Baugin : Mark de Willington
- Raphaëlle Schacher : Kitty Sherer
- Vincent Violette : Alex Peterson
- Ophélie Brissot : Ricky
- Jean-Luc Kayser : Leslie Christie, le père de Sandy
- Michel Derain : M. Lonwood
- Anna Gaylor : Mme Lonwood
- Régine Teyssot : Anna Lonwood
- Pierre Baton : M. Scott
- Maria Tamar : Mme Sherer
- Danielle Dinan : La Comtesse de Willington, la mère de Mark
- Nicole Favart : Narratrice